# Flagstaffita
La flagstaffita és un mineral de la classe dels compostos orgànics. Rep el seu nom de la seva localitat tipus, la ciutat de Flagstaff, als Estats Units.

## Característiques
La flagstaffita és una substància orgànica de fórmula química C10H22O₃. Cristal·litza en el sistema ortoròmbic.
Segons la classificació de Nickel-Strunz, la flagstaffita pertany a «10.CA - Miscel·lània de minerals orgànics» juntament amb els següents minerals: refikita, hoelita, abelsonita, kladnoïta, guanina, tinnunculita, urea i uricita.

## Formació i jaciments
Va ser descoberta l'any 1920 a Flagstaff, al comtat de Coconino (Arizona, Estats Units), l'únic indret on ha estat trobada aquesta espècie mineral. Es va trobar en esquerdes de revestiment en la descomposició de troncs de pi enterrats.